# Rex Harrison
Sir Reginald "Rex" Carey Harrison (født 5. marts 1908 i Huyton, Lancashire, England, død 2. juni 1990 i New York City, New York, USA) var en engelsk skuespiller.
Han debuterede på scene i 1924, og film i 1930. På film blev han for alvor lagt mærke til i Carol Reeds Night Train to Munich (Nattog til München, 1940) og mod Wendy Hiller i Shaw-filmatiseringen Major Barbara (1941). Harrisons styrke lå først og fremmest i det elegante lystspil, og rollen i Noël Cowards og David Leans Blithe Spirit (Elvira går igen, 1945) førte til kontrakt i Hollywood. Her spillede han bl.a. mod Irene Dunne i Anna and the King of Siam (Anna og kongen af Siam, 1946) og Linda Darnell i Unfaithfully Yours (Jalousi efter noder, 1948). Fra 1960'erne huskes han som Cæsar i Cleopatra (1963) mod Elizabeth Taylor, og som professor Higgins i My Fair Lady (1964; Oscar-pris) mod Audrey Hepburn; sidstnævnte rolle havde han også spillet på Broadway.
Han har fået to stjerner på Hollywood Walk of Fame.